# Царството на Супермените
„Царството на Супермените“ (на английски: Reign of the Supermen) е американски анимационен научнофантастичен супергеройски филм от 2019 г., продуциран от „Уорнър Брос Анимейшън“ и „Ди Си Ентъртейнмънт“. Филмът е директно продължение на анимационния филм „Смъртта на Супермен“ (2018), в който е базиран на едноименния комикс. Това е 12-ият филм на DC Animated Movie Universe и е 33-ият филм на DC Universe Animated Original Movies.